# Чемберг, Валентина Ильинична
Валентина Ильинична Чемберг (23 января 1917, Петроград — 21 ноября 1990, Ленинград) — советская актриса театра и кино, народная артистка РСФСР.

## Биография
Валентина Ильинична Чемберг родилась 23 января 1917 года в Петрограде. В 1939 году окончила Ленинградское театральное училище (курс В. Меркурьева и В. Мейерхольда).
В 1939—1941 годах и в 1944—1947 годах играла в Русском драматическом театре в Минске. В 1941—1942 годах была в Ленинграде, в 1943—1944 годах служила во фронтовых театральных бригадах.
В 1947—1949 годах выступала в Ленинградском театре драмы имени А. С. Пушкина (сейчас Александринский театр). С 1950 года была актрисой Драматического театра имени В. Ф. Комиссаржевской.
Умерла 21 ноября 1990 года в Ленинграде, похоронена на Ново-Волковском кладбище.

## Семья
- Сестра — актриса Тамара Ильинична Титович (1922—1991).

## Награды и премии
- Заслуженная артистка Белорусской ССР (1944).
- Народная артистка РСФСР (09.02.1981).

## Работы в театре

### Русский драматический театр Белорусской ССР
- «Три сестры» А. Чехова — Ольга
- «Двенадцатая ночь» В. Шекспира — Мария
- «Опасный поворот» Дж. Пристли — Олуэн
- «Кремлёвские куранты» М. Погодина — дама с вязанием

### Драматический театр имени В. Ф. Комиссаржевской
- «Три сестры» А. П. Чехова — Маша
- «Лев Гурыч Синичкин» Д. Т. Ленского — Сурмилова
- «Бесприданница» А. Н. Островского — Огудалова
- «Старик» А. М. Горького — Софья Марковна
- «Царь Фёдор Иоаннович» А. К. Толстого — Василиса Волохова
- «Женитьба» Н. В. Гоголя — Фёкла Ивановна
- «Возвращение на крути своя» И. П. Друцэ — Софья Андреевна Толстая
- «Гнездо глухаря» В. С. Розова — Судакова
- «Ретро» А. М. Галина — Воронкова
- «Неоконченный портрет» по А. Б. Чаковскому — Шуматова
- «Дети солнца» М. Горького (реж. Мар Сулимов)

## Фильмография

### Актриса
- 1955 — Неоконченная повесть — мать больного
- 1960—1961 — Балтийское небо — Антонина Трофимовна
- 1965 — Друзья и годы — проводница
- 1965 — Иду на грозу — секретарша
- 1966 — Элиза Дулиттл (телеспектакль) — миссис Хиггинс
- 1966 — Мальчик и девочка — диетсестра
- 1967 — «Я вас любил…» — костюмер
- 1968 — Принц Наполеон (телеспектакль) — гадалка
- 1973 — Здесь наш дом — секретарша
- 1974 — Сержант милиции — Елена Прохоровна, мама Наташи
- 1976 — Сладкая женщина — докладчица
- 1978 — Возвращение на круги своя (телеспектакль) — Софья Андреевна Толстая

### Документальное кино
- 1975 — Василий Меркурьев